# Remington Rand
Remington Rand var en amerikansk tillverkare av räknemaskiner och datorer med den mest kända datorn UNIVAC I. Bolaget skapades 1927 av Remington Typewriter Company, Rand Kardex Company och Powers Accounting Machine Company. 1950 köpte bolaget Eckert-Mauchly Computer Corporation som grundats av skaparna av Eniac-datorn. 1955 gick Remington Rand samman med Sperry Rand som 1986 blev Unisys genom sammanslagningen av Sperry och Burroughs.
Remington Typewriter Company som var en av de tre bolag som gick samman var sprunget ur vapentillverkaren Remington som 1873 började tillverka skrivmaskiner men som sålde verksamheten 1886. Bolaget var bland annat först med serietillverkning av skrivmaskiner med QWERTY-tangentbord. 